# Leuchtturm von Dakar
Der Leuchtturm von Dakar (französisch Phare des Mamelles) steht auf der Cap-Vert-Halbinsel etwa neun Kilometer vom Stadtzentrum Dakars entfernt im Stadtteil Ouakam und markiert den westlichsten Punkt des afrikanischen Kontinents. Als Standort wählte man den Gipfel der höchsten Erhebung am Cap Vert, den westlichen von zwei nahe beieinander stehenden Hügeln vulkanischen Ursprungs. Diese werden wohl wegen ihrer kegelförmigen Gestalt als „Les Mamelles“ (deutsch : Brüste) bezeichnet.

## Geschichte
Der 1864 erbaute Leuchtturm ist der älteste in Dakar. 1911 erfolgte ein Umbau.

## Technische Daten
Die Kennung des Leuchtfeuers ist Fl.5s120m31M, blitzt also weiß im 5-Sekunden-Takt, die Feuerhöhe liegt 120 Meter über dem Meer und die Nenntragweite errechnet sich mit 31 Nautische Meilen. Der Turm hat eine Höhe von 16 Metern und steht auf dem 105 Meter hohen Hügel. Sein Leuchtfeuer gilt neben dem Cape Point Lighthouse bei Kapstadt als das stärkste in Afrika; es hat eine Reichweite von rund 57 Kilometern. Das Licht einer 1000-Watt-Lampe wird über eine Fresnellinse verstärkt.

## Tourismus
Der Leuchtturm kann frei besichtigt werden. Vom Turm, aber auch schon vom Hügel hat der Besucher einen Blick auf die Halbinsel, die Îles de la Madeleine und die Stadt selbst.